# Мандала (політичний устрій)
Мандала - система політичного устрою в середньовічних державах Південно-Східної Азії. Поняття введено істориком Олівером Вільямом Уотерсом в 1982 році і названо по мандалі - колу в індуїстської та буддистської міфології, так як Уотерс порівняв державний устрій з системою пересічних кіл (на противагу ідеї сильної централізованої влади). Мандала нагадує феодальну систему в середньовічній Європі, але відрізняється від неї більшою самостійністю залежних держав. В Азії особисті відносини були важливіші державних, крім того, кожна територія могла підкорятися одночасно кільком урядам, а могла бути повністю самостійною. Це, зокрема, означало, що держави не мали чітко визначених кордонів.

## Історія

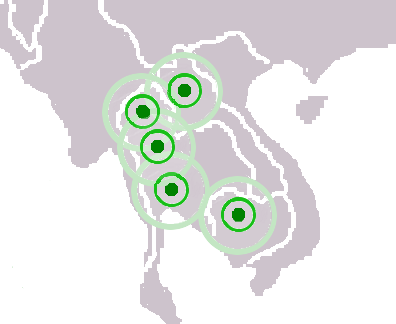
Пересічні мандали близько 1360 року. З півночі на південь: Лансанг, Ланна, Сукхотаї, Аютія, Камбуджадеша) і Чампа.

Історично, державами, що існували за цією системою, були Камбоджа, Суматра, Ява, Аютія, Філіппіни, В'єтнам і Китай. Так, Китай був локальним центром, а навколишні його держави платили Китаю данину. Найбільшими із них були Камбоджа, Лансанг (попередник сучасного Лаосу) і Ланна. Китай при цьому не був єдиним центром - так, після розпаду Лансанг на три лаоських королівства, останні періодично платили данину Китаю, В'єтнаму і Сіяму, при цьому іноді двом або трьом державам одночасно. Система мандали припинила своє існування з приходом європейців і колонізацією Південно-Східної Азії в XIX столітті. Європейці встановили чіткі межі територій, а також ввели європейську систему, при якій кожна територія підпорядковується лише одному суверену. Вся Південно-Східна Азія, крім Сіяму, була колонізована, територія ж Сіаму була істотно зменшена, і країна під загрозою повної втрати суверенітету самостійно перейшла від мандали до сучасного політичного устрою. Найдовше, до початку XX століття, система мандали зберігалася в Лаосі.

## Устрій
Зобов'язання кожної зі сторін при взаєминах у суспільстві мандали не були постійними, а залежали від обставин і відносин сторін. Як правило, підлегла сторона повинна була регулярно платити бунга мас, данина, що складається з рабів і цінних товарів, а також мініатюрні золоті та срібні дерева. Той, хто брав данину, також відповідав подарунками, при цьому вартість подарунків могла виявитися вище, ніж вартість отриманої данини. Підпорядкована сторона також на вимогу, особливо у випадку війни, повинна була надавати людей і запаси продовольства. За це вона отримувала захист у разі нападу на неї інших держав. Крім того, таке положення рятувало підпорядковану сторону від нападу на неї власне держави, що отримувала данину. Як правило, втручання пануючого держави у внутрішні справи підлеглих держав було мінімальним, останнє зберігало свої уряд, армію і систему оподаткування. Ніякої симетрії у відносинах двох сторін не було - наприклад, одержувач данини міг розглядати її як данину, в той час як відправник міг вважати її жестом доброї волі або торговим підприємством.
Однією з відмінних рис мандали була орієнтація на особисті стосунки. Правитель підлеглої держави підкорявся не державі, якій він платив данину, а особисто правителю. Тим самим сильний правитель міг зібрати багато данників, а слабкий - розгубити їх. Передбачається, що швидкий розквіт держави Сукхотаї в правління Рамакхамхаенга Великого і занепад після його смерті пов'язаний саме з тим, що число держав, що платять йому данину, істотно збільшилася, але більшість їх перестали платити данину наступним правителям Сукхотайского держави. Правитель залежного держави міг знайти іншого покровителя або навіть вирішити стати повністю незалежним. Покровитель брав запевнення у вірності від правителя підлеглої держави, або іноді від міста, в якому той жив, але не від усього населення прилеглих областей. Цей правитель сам був покровителем дрібніших областей. Ідея територій і кордонів не існувала - НЕ населені території нікому не підкорялися.
Відносини між правителем і данником були винятковими. Один і той же правитель міг платити данину двом або декільком покровителям. У цьому випадку він міг намагатися маніпулювати ними для того, щоб мінімізувати їх втручання в його внутрішні справи. Для самих же держав, що отримують данину, його держава могла служити буферної територією.